# Padmâvatî (opéra)
Pour les articles homonymes, voir Padmavati.
Padmâvatî op.18  est un opéra-ballet en deux actes d'Albert Roussel sur un livret de Louis Laloy, composé entre 1913 et 1918. L'intrigue se base sur la prise, vers 1300, de la ville de Chittorgarh au Rajasthan par le sultan Alâ ud-Dîn Khaljî, et le destin funeste du roi rajpoute Rawal Ratan Singh et de son épouse Rani Padmini.
L'opéra fut créé à l'opéra de Paris le 1er juin 1923 sous la direction de Philippe Gaubert avec Ketty Lapeyrette (1884-1960).

## Argument
Dans le palais de Chitoor, le roi Ratan-Sen a conclu une amitié avec le sultan Alaouddin (arabe : "élévation de la religion"), qui arrive avec l'armée mongole. L'armée d'Alaouddin arrive dans un chœur retentissant, puis les guerriers de Ratan-Sen dansent pour le sultan. Le spectacle se poursuit avec la danse des femmes esclaves. Alaouddin demande à voir une femme réputée pour sa beauté, Padmâvatî (sanskrit : "pourvue de lotus"), l'épouse de Ratan-Sen. Elle apparaît et Alaouddin, frappé par sa beauté, la réclame en échange de la paix. 
Padmâvatî demande aux prêtres de Siva quelle sera l'issue de la guerre. Ratan-Sen arrive dans le temple, couvert de sang. Padmâvatî lui dit avant qu'il meure qu'elle va se livrer à Alaouddin afin de sauver la ville. Elle poignarde son mari en lui promettant de le suivre dans la mort. Les prêtres allument le bûcher pour la satî, autour duquel dansent les déesses Kali et Durga. Padmâvatî s'avance dans les flammes au moment où Alaouddin surgit, assistant à la mort de la reine.

## Rôles
- Alaouddin Sultan des Mogols baryton
- Ratan-Sen roi de Tchitor ténor
- Padmâvâti son épouse contralto
- Nakamti jeune fille de Tchitor mezzo-soprano
- Le Brahmane ténor
- Gora, intendant du palais, baryton
- Badal, envoyé de RatanSen, ténor
- Le veilleur, ténor
- Un prêtre, basse
- Première femme du palais, mezzo-soprano
- Deuxième femme du palais, contralto
- Un guerrier, baryton
- Un marchand, ténor
- Un artisan, baryton
- Femmes du peuple, 3 sopranos

## Discographie
- L'Orchestre symphonique de Londres dirigé par Jean Martinon, avec Rita Gorr (Padmâvatî), Albert Lance (Ratan-Sen), Gérard Souzay (Alaouddin), Jane Berbié (Nakamti), Philip Langridge (Badal) à Londres en 1969.
- L'orchestre du Capitole de Toulouse dirigé par Michel Plasson, avec Marilyn Horne (Padmâvatî), Nicolai Gedda (Ratan-Sen), José van Dam (Alaouddin) et Jane Berbié (Nakamti) à Toulouse en 1982 et 1983 (EMI) report 2 CD Erato 2019.